# Poursuite par équipes masculine de patinage de vitesse aux Jeux olympiques de 2022
Navigation
Pyeongchang 2018 Milan-Cortina 2026
La poursuite par équipes masculine de patinage de vitesse aux Jeux olympiques d'hiver de 2022 a lieu les 13 et 15 février 2022 à l'Anneau national de patinage de vitesse de Pékin.

## Programme
Tous les horaires correspondent à l'UTC+8.
| Date                            | Horaire      |
| ------------------------------- | ------------ |
| 13 février 2022 15 février 2022 | 21 h 14 h 52 |

## Records
Avant cette compétition, les records dans cette discipline étaient les suivants :
| Record du monde    | 3 min 34 s 47 | Joey Mantia Emery Lehman Casey Dawson                   | États-Unis | 5 décembre 2021 | Salt Lake City |
| Record olympique   | 3 min 37 s 08 | Håvard Bøkko Simen Spieler Nilsen Sverre Lunde Pedersen | Norvège    | 21 février 2018 | Gangneung      |
| Record de la piste | 4 min 8 s 52  | Jur Veenje Kayo Vos Gert Wierda                         | Pays-Bas   | 9 octobre 2021  | Pékin          |

## Résultats

### Quarts de finale
| Rang | Série | Patineurs                                                 | Pays         | Temps         | Retard    | Qualifiés pour |
| ---- | ----- | --------------------------------------------------------- | ------------ | ------------- | --------- | -------------- |
| 1    | 3     | Hallgeir Engebråten Peder Kongshaug Sverre Lunde Pedersen | Norvège      | 3 min 37 s 47 | -         | Demi-finale 1  |
| 2    | 3     | Casey Dawson Emery Lehman Joey Mantia                     | États-Unis   | 3 min 37 s 51 | + 0 s 04  | Demi-finale 2  |
| 3    | 4     | Daniil Aldoshkin Sergey Trofimov Rouslan Zakharov         | ROC          | 3 min 38 s 67 | + 1 s 20  | Demi-finale 2  |
| 4    | 2     | Marcel Bosker Sven Kramer Patrick Roest                   | Pays-Bas     | 3 min 38 s 90 | + 1 s 43  | Demi-finale 1  |
| 5    | 2     | Jordan Belchos Ted-Jan Bloemen Tyson Langelaar            | Canada       | 3 min 40 s 18 | + 2 s 70  | Finale C       |
| 6    | 1     | Chung Jae-won Kim Min-seok Park Seong-hyeon               | Corée du Sud | 3 min 41 s 89 | + 4 s 42  | Finale C       |
| 7    | 1     | Davide Ghiotto Andrea Giovannini Michele Malfatti         | Italie       | 3 min 42 s 04 | + 4 s 57  | Finale D       |
| 8    | 4     | Lian Ziwen Wang Haotian Xu Fu                             | Chine        | 3 min 52 s 25 | + 14 s 78 | Finale D       |

### Demi-finales
| Rang          | Patineurs                                                 | Pays       | Temps            | Retard   | Qualifiés pour |
| ------------- | --------------------------------------------------------- | ---------- | ---------------- | -------- | -------------- |
| Demi-finale 1 |                                                           |            |                  |          |                |
| 1             | Hallgeir Engebråten Peder Kongshaug Sverre Lunde Pedersen | Norvège    | 3 min 38 s 28    | —        | Finale A       |
| 2             | Marcel Bosker Sven Kramer Patrick Roest                   | Pays-Bas   | 3 min 39 s 62    | + 1 s 34 | Finale B       |
| Demi-finale 2 |                                                           |            |                  |          |                |
| 3             | Daniil Aldoshkin Sergey Trofimov Rouslan Zakharov         | ROC        | 3 min 36 s 62 OR | —        | Finale A       |
| 4             | Casey Dawson Emery Lehman Joey Mantia                     | États-Unis | 3 min 37 s 05    | + 0 s 43 | Finale B       |

### Finale
| Rang                                | Patineurs                                                 | Pays         | Temps         | Retard    |
| ----------------------------------- | --------------------------------------------------------- | ------------ | ------------- | --------- |
| Finale A                            |                                                           |              |               |           |
| Médaille d'or, Jeux olympiques      | Hallgeir Engebråten Peder Kongshaug Sverre Lunde Pedersen | Norvège      | 3 min 38 s 08 | —         |
| Médaille d'argent, Jeux olympiques  | Daniil Aldoshkin Sergey Trofimov Rouslan Zakharov         | ROC          | 3 min 40 s 46 | + 2 s 38  |
| Finale B                            |                                                           |              |               |           |
| Médaille de bronze, Jeux olympiques | Casey Dawson Emery Lehman Joey Mantia                     | États-Unis   | 3 min 38 s 81 | —         |
| 4                                   | Marcel Bosker Sven Kramer Patrick Roest                   | Pays-Bas     | 3 min 41 s 62 | + 2 s 81  |
| Finale C                            |                                                           |              |               |           |
| 5                                   | Jordan Belchos Ted-Jan Bloemen Tyson Langelaar            | Canada       | 3 min 40 s 39 | —         |
| 6                                   | Chung Jae-won Kim Min-seok Park Seong-hyeon               | Corée du Sud | 3 min 53 s 77 | + 13 s 38 |
| Finale D                            |                                                           |              |               |           |
| 7                                   | Davide Ghiotto Andrea Giovannini Michele Malfatti         | Italie       | 3 min 44 s 20 | —         |
| 8                                   | Lian Ziwen Wang Haotian Xu Fu                             | Chine        | 3 min 53 s 58 | + 9 s 38  |